# Beek
Beek este o comună și o localitate în provincia Limburg, Țările de Jos.

## Localități componente
Beek, Geverik, Groot Genhout, Kelmond, Klein Genhout, Neerbeek, Spaubeek